# Polystichum tridens
Polystichum tridens är en träjonväxtart som först beskrevs av William Jackson Hooker, och fick sitt nu gällande namn av Fée. Polystichum tridens ingår i släktet Polystichum och familjen Dryopteridaceae. Inga underarter finns listade.